# George E. Lee
George Ewing Lee (Boonville, 28 april 1896 - oktober 1958) was een Amerikaanse jazzmuzikant (zang, saxofoon) en orkestleider.

## Carrière

### De jaren 1920
George E. Lee was afkomstig uit een muzikale familie, speelde viool en cello in de familieband en in Frankrijk tijdens de Eerste Wereldoorlog. Tot deze tijd zong hij. Bovendien musiceerde hij op piano en baritonsaxofoon. Na beëindiging van zijn diensttijd formeerde hij in 1919 een klein ensemble met zijn zus Julia Lee, een getalenteerd pianiste. Lee speelde in de Lincoln Hall en de Lyric Hall in Kansas City en maakte daarmee duidelijk, dat hij de nieuwste songs speelde. Het orkest was aanvankelijk meer een vaudeville- dan een jazzband. Lee betaalde zijn muzikanten ondermaats (in tegenstelling tot Bennie Moten), hetgeen tot voortdurende onregelmatigheden leidde binnen de band. Ook zijn dominante persoonlijkheid droeg bij tot dit probleem. Desondanks bereikte de band bij tijden kwalitatief de band van Moten. Net als Motens band groeide Lees band na verloop van tijd tijdens de jaren 1920. De amusements- en zangkwaliteiten van George en Julia zorgden voor succes in de plaats van optreden in Kansas City. De naamtoevoeging Novelty identificeerde de band, net als anderen uit die tijd, als ragtimeband. De Novelty Rag is een heropname van de ragtime rond de eeuwwisseling tijdens de jaren 1920.
In 1923 nam de zeskoppige band op voor Okeh Records. Ze was daarmee de eerste Afro-Amerikaanse band uit Kansas City, die hun muziek opnam. Desondanks schatte Okeh Records de opnamen Just Wait Until I'm Gone en Waco Blues onbevredigend in en bracht deze twee nummers niet uit. Lee hergroepeerde als logisch gevolg de band en toerde verder door de danszalen en cabaretpodia. De band werd doorlopend groter en de muziek werd steeds geraffineerder. Zijn krachtige stem was tijdens concerten meerdere blokken ver uit de vensters van de Lincoln Hall te horen.
Begin 1927 nam de band op voor Meritt Records uit Kansas City, dat eigendom was van Winston Holmes. De twee voor Meritt Records gemaakte opnamen gaven een indruk van de ruwe, stampende stijl van de band. Down Home Syncopated Blues is een zangnummer met eerder korte en middelmatige solo's. Meritt Stomp bevatte toentertijd nog weinig algemene akkoorden, maar kon niet overtuigen. Volgens Gunther Schuller waren alleen Thurston Maupins (trombone) en Julia Lee (piano) stilistisch en vanuit het ritmische concept overtuigend. De plaat verkocht plaatselijk zeer goed.
In de zomer van 1927 begon de band met een jaarverbintenis in Spring Lake Park in Oklahoma City. Lee speelde daarbij tenorsaxofoon en klarinet. Voor deze verbintenis breidde Lee de band uit tot negen muzikanten. Deze waren Robert Russell en Sam Auderbach (trompet), Herman Walder en Clarence Taylor (klarinet, saxofoon), Charles Rousseau (banjo), Julia Lee (piano), Clinton Weaver (soezafoon) en William D. Wood (drums). Toen ze in 1928 terugkwamen in Kansas City, breidde Lee het werkgebied uit tot in de witte danszalen. Tijdens de volgende jaren toerde Lee door het zuidwesten van de Verenigde Staten, nam nieuwe bandleden op en perfectioneerde onderweg de band.
Begin 1929 vervoegde Jesse Stone zich bij de band. Stones meesterlijke arrangementen en composities verbeterden de muziek zienderogen en bracht ze op het niveau van Motens band. Op zondag 28 april 1929 overwon Lee voor 4000 dansers Moten in een "Battle of the Bands" in het Frog Hop in St. Joseph. Lees overwinning plaatste een vraagteken bij de regionale hegemonie van Moten. De nederlaag leidde ertoe dat Moten Eddie Durham en Count Basie bij zijn band haalde, zodat deze de band weer rechtlijnig kregen.
In november 1929 nam de band zes nummers op voor Brunswick Records, waarop ze zich twee maanden hadden voorbereid. Op de opnamen van november 1929 was in vergelijking met de opnamen van 1927 een duidelijke verbetering vaststelbaar dankzij de erbij gekomen muzikanten en de arrangementen.Op hun opnamen leverden Utterbach (trompet) en Jimmy Jones (trombone) doelmatige solo's. Een van de nummers was St. James Infirmary. Louis Armstrong had een jaar eerder een opname van dit nummer gemaakt in een sneller tempo, dat echter niet goed verkocht. Lees tragere versie paste beter bij de gebruikte teksten. De plaat verkocht plaatselijk goed, maar Brunswick Records liet het tijdens het begin van de depressie afweten om de opname landelijk te promoten en pas de coverversie van Cab Calloway van Lees variant van St. James Infirmary werd in het opvolgende jaar landelijk een hit. Lee speelde in deze bezetting tenorsaxofoon, gitaar en zong daarbij. In een andere bezetting speelde hij bariton- en bassaxofoon en ukelele. In vergelijking tot de concurrerende band van Bennie Moten blonk Lee bijzonder uit door zijn entertainer-kwaliteiten (tot 1939 samen met zijn zus, daarna alleen). De band had voortreffelijke solisten. Ook de jonge Charlie Parker speelde begin jaren 30 kortstondig in de band. De omvangrijke toeren tussen One Night Stands in de Paseo Hall in Kansas City en speellocaties, die van de golf tot in het noordwesten van de Verenigde Staten ver uit elkaar lagen, vermoeiden de bandleden. Lee was, ondanks zijn muzikale achtergrond, in eerste instantie een entertainer en als zodanig concentreerde hij zich ook niet erop, een band op te bouwen.

### De jaren 1930
In februari 1932 verlieten Stone, Lovett, Walder en Smith de band om zich aan te sluiten bij de door de voormalige Moten-muzikanten nieuw samengestelde Thamon Hayes Band. In 1933 verenigde Lee zijn krachten met Moten en formeerden ze de Lee Moten Band voor een verbintenis in de Harlem Nightclub. In 1934 verliet zijn zus Julia de band om met een langdurige verbintenis in de in Kansas City populaire club Milton's, een eigen carrière op te starten. Tijdens het daaropvolgende jaar ontbond Lee zijn band en werkte hij freelance in de 12e en 18e straat in Kansas City. In 1936 haalde Buster Moten hem weer bij de gereduceerde Moten-band. Van tijd tot tijd stelde Lee bigbands samen voor bijzondere optredens, maar hij verkreeg nooit meer het succes, dat hij genoot met zijn band tijdens de jaren 1920 en 1930. Naast eigen opnamen van de band werd een plaat uitgebracht onder de naam Julia Lee with George E. Lee and His Novelty Swinging Orchestra.

## Overlijden
George E. Lee overleed in oktober 1958 op 62-jarige leeftijd.
- Library of Congress Control Number: n93054309
- MusicBrainz: 91cd5f3d-b281-4d57-80c7-36b0b54a201a
- SNAC: w6zh6g2n
- Système universitaire de documentation: 17707082X
- Virtual International Authority File: 50898109
- WorldCat: E39PBJpV4rVKhyYqfvjkWf6HYP